# Série de championnat de la Ligue nationale de baseball 2010

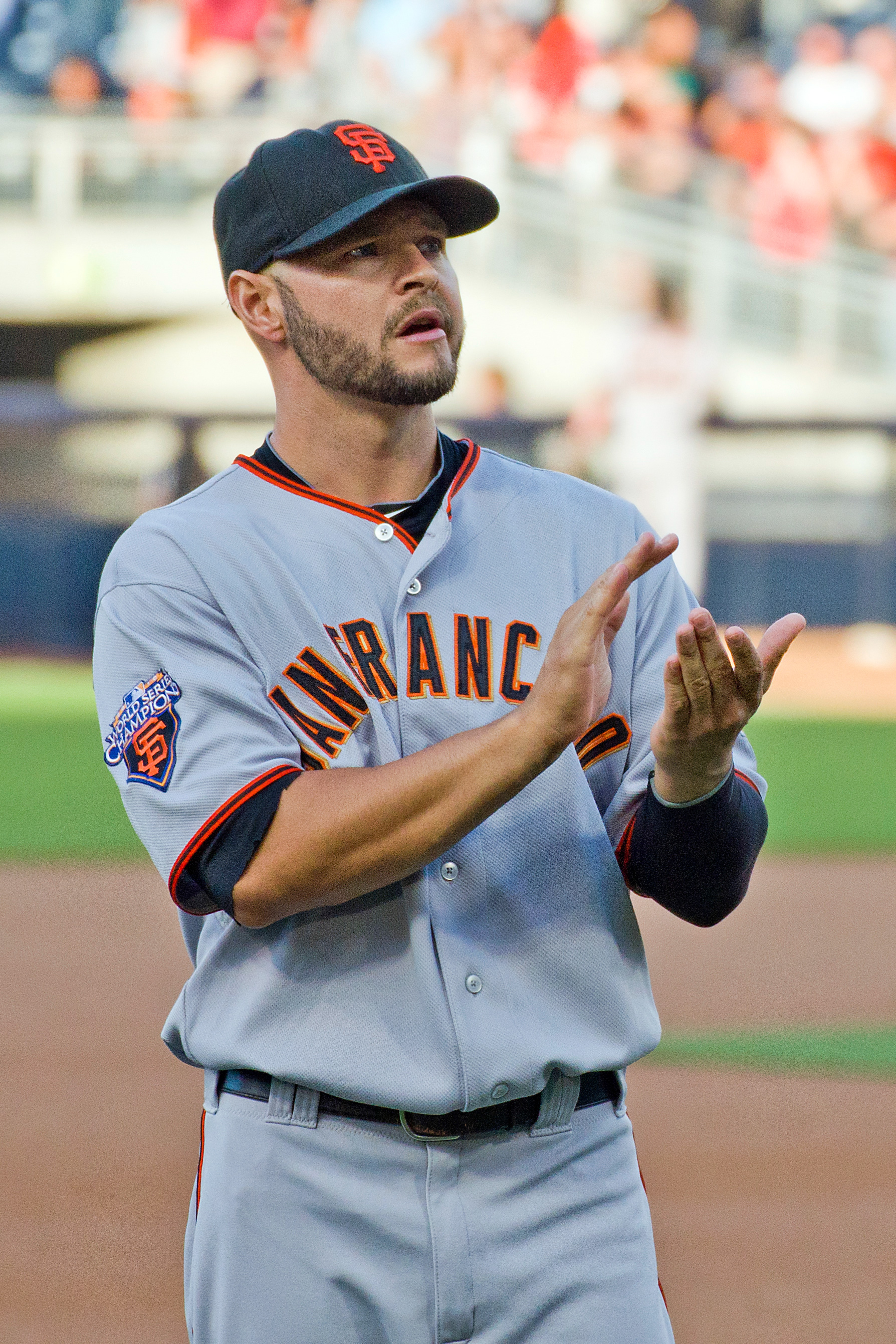
Cody Ross des Giants de San Francisco est le joueur par excellence de la Série de championnat 2010.

La Série de championnat de la Ligue nationale de baseball 2010 était la série finale de la Ligue nationale de baseball, dont l'issue déterminera le représentant de cette ligue à la Série mondiale 2010, la grande finale des Ligues majeures de baseball.
En 2010, cette série quatre de sept débute le samedi 16 octobre et se termine le samedi 23 octobre par une victoire des Giants de San Francisco, quatre parties à deux sur les Phillies de Philadelphie.

## Équipes en présence
Champions de la division Est de la Ligue nationale pour une quatrième année consécutive, les Phillies de Philadelphie ont présenté pour la première fois de leur longue histoire le meilleur dossier victoires-défaites des majeures durant la saison régulière. Avec 97 gains contre 65 revers, ils ont obtenu l'avantage du terrain pour toutes les séries éliminatoires. En Série de division, ils ont balayé dans le minimum de trois rencontres les Reds de Cincinnati, champions de la division Centrale, dans une série passée à l'histoire pour le match sans point ni coup sûr réussi par Roy Halladay.
Les Giants de San Francisco, champions de la division Ouest pour la première fois depuis 2003 avec une fiche en saison de 92-70, passent en Série de championnat pour la première fois depuis 2002. Ils ont remporté leur Série de division trois victoires à une sur les Braves d'Atlanta.
Phillies et Giants ont divisé les honneurs des six parties jouées l'un contre l'autre durant la saison 2010, chaque club remportant trois victoires.
Bien que les deux franchises comptent parmi les plus anciennes du baseball, il s'agit du premier duel Phillies-Giants en séries éliminatoires.

## Déroulement de la série

### Calendrier des rencontres
La première équipe à remporter quatre victoires est sacrée championne de la Ligue nationale et la représente en Série mondiale 2010.
| Match | Date       | Visiteur                 | Hôte                     | Score |
| ----- | ---------- | ------------------------ | ------------------------ | ----- |
| 1     | 16 octobre | Giants de San Francisco  | Phillies de Philadelphie | 4 - 3 |
| 2     | 17 octobre | Giants de San Francisco  | Phillies de Philadelphie | 1 - 6 |
| 3     | 19 octobre | Phillies de Philadelphie | Giants de San Francisco  | 0 - 3 |
| 4     | 20 octobre | Phillies de Philadelphie | Giants de San Francisco  | 5 - 6 |
| 5     | 21 octobre | Phillies de Philadelphie | Giants de San Francisco  | 4 - 2 |
| 6     | 23 octobre | Giants de San Francisco  | Phillies de Philadelphie | 3 - 2 |

### Match 1
Samedi 16 octobre 2010 au Citizens Bank Park, Philadelphie, Pennsylvanie.
| Giants de San Francisco | 0 | 0 | 1 | 0 | 1 | 2 | 0 | 0 | 0 | 4 | 9 | 0 |
| Phillies de Philadelphie | 0 | 0 | 1 | 0 | 0 | 2 | 0 | 0 | 0 | 3 | 7 | 0 |
| Lanceurs partants : SF : Tim Lincecum PHI : Roy Halladay Vic. : Tim Lincecum (1-0) Déf. : Roy Halladay (0-1) Sauv. : Brian Wilson (1) HRs : SF : Cody Ross (1, 2) PHI : Carlos Ruiz (1), Jayson Werth (1) |   |   |   |   |   |   |   |   |   |   |   |   |

Le match inaugural de la série annonce un duel prometteur entre deux as lanceurs, Roy Halladay et Tim Lincecum, ayant fait de spectaculaires débuts en éliminatoires la semaine précédente en Séries de divisions. Mais l'attaque des Giants perce le mystère Halladay. Ce dernier alloue quatre points sur huit coups sûrs en sept manches de travail. Cody Ross, qui s'est joint aux Giants en fin de saison régulière, claque deux coups de circuit à ses dépens. Lincecum, de son côté, accorde trois points sur deux circuits, mais réussit huit retraits sur des prises. San Francisco surprend Philadelphie dans ce premier match, pour inscrire une quatrième victoire par la marge d'un seul point depuis le début de ces séries éliminatoires.

### Match 2
Dimanche 17 octobre 2010 au Citizens Bank Park, Philadelphie, Pennsylvanie.
| Giants de San Francisco | 0 | 0 | 0 | 0 | 1 | 0 | 0 | 0 | 0 | 1 | 4 | 1 |
| Phillies de Philadelphie | 1 | 0 | 0 | 0 | 1 | 0 | 4 | 0 | X | 6 | 8 | 0 |
| Lanceurs partants : SF : Jonathan Sanchez PHI : Roy Oswalt Vic. : Roy Oswalt (1-0) Déf. : Jonathan Sanchez (0-1) HRs : SF : Cody Ross (3) |   |   |   |   |   |   |   |   |   |   |   |   |

Placido Polanco brise l'égalité de 1-1 en cinquième manche et donne les devants 2-1 aux Phillies avec un ballon sacrifice. En septième, Philadelphie s'assure de la victoire avec une poussée de quatre points. Polanco en produit un avec un simple, puis un double de Jimmy Rollins avec les buts remplis fait marquer trois coureurs. San Francisco est limité à quatre coups sûrs, Cody Ross produisant et comptant l'unique point de son équipe avec son troisième coup de circuit en deux matchs.

### Match 3
Mardi 19 octobre 2010 au AT&T Park, San Francisco, Californie.
| Phillies de Philadelphie | 0 | 0 | 0 | 0 | 0 | 0 | 0 | 0 | 0 | 0 | 3 | 0 |
| Giants de San Francisco | 0 | 0 | 0 | 2 | 1 | 0 | 0 | 0 | X | 3 | 5 | 0 |
| Lanceurs partants : PHI : Cole Hamels SF : Matt Cain Vic. : Matt Cain (1-0) Déf. : Cole Hamels (0-1) Sauv. : Brian Wilson (2) |   |   |   |   |   |   |   |   |   |   |   |   |

Matt Cain a le meilleur sur Cole Hamels dans un duel de lanceurs à San Francisco. Cain ne concède que deux coups sûrs à la puissante offensive des Phillies. Hamels, de son côté, retire huit frappeurs sur des prises mais est victime des trois points des Giants. Le premier d'entre eux est produit par Cody Ross, qui continue de s'illustrer dans cette série.

### Match 4
Mercredi 20 octobre 2010 au AT&T Park, San Francisco, Californie.
| Phillies de Philadelphie                                                                                       | 0 | 0 | 0 | 0 | 4 | 0 | 0 | 1 | 0 | 5 | 9  | 1 |
| Giants de San Francisco                                                                                        | 1 | 0 | 1 | 0 | 1 | 2 | 0 | 0 | 1 | 6 | 11 | 0 |
| Lanceurs partants : PHI : Joe Blanton SF : Madison Bumgarner Vic. : Brian Wilson (1-0) Déf. : Roy Oswalt (1-1) |   |   |   |   |   |   |   |   |   |   |    |   |

Tirant de l'arrière 4-2 après une poussée de quatre points des Phillies en début de cinquième manche, les Giants réduisent l'écart avec un point à leur retour au bâton, puis prennent les devants 5-4 sur un double de deux points de Pablo Sandoval, qui pousse Pat Burrell et Cody Ross au marbre en sixième. Mais Philadelphie crée l'égalité en huitième quand le double de Jayson Werth fait marquer Ryan Howard. Le gérant des Phillies, Charlie Manuel, décide d'envoyer en relève un lanceur partant, Roy Oswalt, en fin de neuvième. La stratégie se retourne contre son équipe, puisque des coups sûrs d'Aubrey Huff et Buster Posey permettent aux Giants d'avoir des coureurs aux extrémités du losange. Juan Uribe enchaîne avec un ballon-sacrifice qui donne à San Francisco une victoire de 6-5 et une avance de trois parties à une dans la série. Pour les vainqueurs de ce cinquième match, Posey obtient quatre coups sûrs en cinq et deux points produits, et Huff trois coups sûrs et un point produit.

### Match 5
Jeudi 21 octobre 2010 au AT&T Park, San Francisco, Californie.
| Phillies de Philadelphie | 0 | 0 | 3 | 0 | 0 | 0 | 0 | 0 | 1 | 4 | 6 | 1 |
| Giants de San Francisco | 1 | 0 | 0 | 1 | 0 | 0 | 0 | 0 | 0 | 2 | 7 | 2 |
| Lanceurs partants : PHI : Roy Halladay SF : Tim Lincecum Vic. : Roy Halladay (1-1) Déf. : Tim Lincecum (1-1) Sauv. : Brad Lidge (1) HRs : PHI : Jayson Werth (2) |   |   |   |   |   |   |   |   |   |   |   |   |

Les Giants ratent leur chance de s'assurer du championnat de la Ligue nationale à domicile et les Phillies, vainqueurs 4-2 dans ce cinquième duel, renvoient la série à Philadelphie. Ennuyé par une blessure à l'aine dès la deuxième manche du match, Roy Halladay modifie sa motion et son choix de lancers, et demeure au monticule pour six manches. Les Phillies capitalisent en troisième manche sur une coûteuse erreur du joueur de premier but Aubrey Huff, qui laisse une balle frappée par Shane Victorino dévier contre son gant et aboutir au champ centre. Raúl Ibáñez et Carlos Ruiz viennent marquer sur le jeu. Plus tard, Jayson Werth ajoute un point d'assurance pour Philadelphie avec un circuit en solo et Brad Lidge lance la neuvième pour enregistrer un 12e sauvetage consécutif en séries éliminatoires, prolongeant la deuxième séquence du genre la plus longue dans l'histoire.

### Match 6
Samedi 23 octobre 2010 au Citizens Bank Park, Philadelphie, Pennsylvanie.
| Giants de San Francisco | 0 | 0 | 2 | 0 | 0 | 0 | 0 | 1 | 0 | 3 | 13 | 0 |
| Phillies de Philadelphie | 2 | 0 | 0 | 0 | 0 | 0 | 4 | 0 | 0 | 2 | 8  | 1 |
| Lanceurs partants : SF : Jonathan Sanchez PHI : Roy Oswalt Vic. : Javier López (1-0) Déf. : Ryan Madson (0-1) Sauv. : Brian Wilson (3) HRs : SF : Juan Uribe (1) |   |   |   |   |   |   |   |   |   |   |    |   |

Héros du match numéro quatre pour San Francisco, Juan Uribe fait une fois de plus la différence tard dans la partie. Son circuit en solo aux dépens du releveur Ryan Madson brise l'égalité de 2-2 et permet aux Giants de prendre les devants 3-2, une avance qu'ils conserveront pour éliminer les Phillies et accéder à leur première série finale du baseball majeur depuis l'automne 2002.

## Joueur par excellence
Avec une moyenne de puissance record de, 950 pour une Série de championnat de six parties, Cody Ross, des Giants de San Francisco, reçoit le trophée Warren C. Giles remis au joueur par excellence de la Série de championnat de la Ligue nationale. Avec sept coups sûrs en 20 présences au bâton face aux Phillies, dont trois doubles et trois coups de circuit, Ross affiche une moyenne au bâton de, 350. Il a produit cinq points et en a marqué quatre. Après avoir produit trois points en quatre matchs face aux Braves d'Atlanta en Série de division, Ross s'impose comme un héros improbable des éliminatoires pour les Giants, qui l'avaient réclamé au ballottage à la fin août pour éviter que leurs rivaux de division, les Padres de San Diego, ne réservent ses services. Ses six coups sûrs de plus d'un but constituent un record dans une Série de championnat de six parties de la Ligue nationale, et ne sont qu'un de moins que le record de la finale de la Ligue nationale, établi en 1996 par Javy Lopez avec les Braves.

## Télédiffusion
Le 16 octobre 2010, la chaîne WTXF-TV est retirée du service de télévision Cablevision dans la région de Philadelphie, comme conséquence d'une dispute qui affecte aussi les téléspectateurs de la région de New York. Les spectateurs de la région de Philadelphie ne peuvent pas voir les deux premières parties de la série.